# Петровка (Ставропольський край)
Петровка (рос. Петровка) — хутір у Александровському районі Ставропольського краю Російської Федерації.
Муніципальне утворення — Александровський муніципальний округ. Населення становить 397 осіб.

## Історія
Згідно із законом від 4 жовтня 2004 року № 88-КЗ у 2004—2020 роках муніципальним утворенням була Новокавказька сільрада.

## Населення
| 1925 | 1926 | 1989 | 2002 | 2010 |
| ---- | ---- | ---- | ---- | ---- |
| 153  | ↘66  | ↗385 | ↗462 | ↘397 |